# John Beard (Maler)
John Beard (* 24. Oktober 1943 in Aberdare, Wales) ist ein britischer Maler und Grafiker. Seit 1990 besitzt er zudem die australische Staatsbürgerschaft.

## Leben und Werk
John Beard studierte von 1962 bis 1965 am Swansea College of Art, von 1965 bis 1966 und von 1973 bis 1976 an der University of London sowie von 1979 bis 1981 am Royal College of Art, wo er ein Schüler von Peter de Francia und Paul Huxley war. Er lehrte danach in England (Middlesex Polytechnic) und Australien. 1983 kam Beard nach Western Australia, wo er als Leiter der Abteilung für Bildende Kunst an der Curtin University in Perth arbeitete. 1989 erhielt er das Stipendium Australian Council Fellowship und gab seine Lehrtätigkeit auf, um sich gänzlich seiner Kunst zu widmen. Er reiste viel und lebte und zeigte seine Arbeiten in New York, Madrid, Lissabon und London, bis er sich 1997 in Sydney niederließ. In seinen Gemälden spezialisierte er sich auf Abstraktion und Porträtmalerei.
Beard nahm weltweit an zahlreichen Einzel- und Gruppenausstellungen teil. Sein Œuvre war unter anderem Gegenstand von Einzelausstellungen in der Tate Gallery in St Ives, dem Gulbenkian Centro de Arte Moderna in Lissabon, der Kunsthalle Darmstadt und der Art Gallery of New South Wales in Sydney. Seine Arbeit Wanretganui Heads wurde 1998 in der National Portrait Gallery (London) in der Ausstellung Painting the Century: 101 Portrait Masterpieces 1900–2000 gezeigt. Er wurde in New York mit dem Pollock-Krasner Award ausgezeichnet und gewann sowohl 2006 den Wynne Prize für sein Landschaftsbild The Gap als auch 2007 den Archibald Prize für sein Porträt der Künstlerin Janet Laurence, beide gestiftet von der Art Gallery of New South Wales in Sydney.
Seine Arbeiten befinden sich in den Sammlungen internationaler Galerien, Museen und privater Institutionen, darunter die Artbank Sydney, die Art Gallery of New South Wales, die Art Gallery of Western Australia, die Bibliothèque nationale de France, das National Convention Centre Canberra, das Centro do Arte Moderna da Fundacao Calouste Gulbenkian, die Curtin University Perth, die Macquarie University Sydney, die Murdoch University Perth, die National Gallery of Australia Canberra, die National Gallery of Victoria Melbourne, die National Library of Wales Aberystwyth, das Parliament House Canberra, die University of Oxford, die Kunsthalle Darmstadt, die Queensland Art Gallery Brisbane, das Royal College of Art London, die University of Sydney, die Tate Gallery London, die University of Melbourne (Victorian College of the Arts), die University of New South Wales Sydney und die University of Western Australia Perth.